# Головатюк, Игнат Иванович
Игнат Иванович Головатюк (бел. Ігнат Іванавіч Галавацюк; род. 5 мая 1997, Бобруйск) — белорусский конькобежец.

## Спортивная биография
В 16 лет установил новый рекорд страны на дистанции 500 м. В марте 2016 года завоевал золотую медаль юношеского чемпионата мира по конькобежному спорту на дистанции 500 м и установил новый рекорд Белоруссии в спринте.
В ноябре 2016 года на этапе юниорского Чемпионата мира стал первым на дистанции 1000 м и установил национальный рекорд на дистанции 500 м.
В составе сборной Белоруссии участник зимних Олимпийских игр 2018 и 2022 годов (знаменосец сборной на церемониях открытия вместе с Анной Нифонтовой и закрытия соревнований).
На Чемпионате Беларуси по конькобежному спорту 2024 года занял первое место с результатом 1 мин. 10,68 сек.

## Результаты
- Чемпионат Беларуси по конькобежному спорту 2024 (Минск) — [2];